# Sidney Cristiano Dos Santos
Sidney Cristiano dos Santos of Melih Gökçek (Rio de Janeiro, 20 mei 1981) ook soms Tita genoemd, is een Turks voetballer van Braziliaans afkomst. Momenteel speelt Tita bij Antalyaspor.